# Obchodní centrum v Pripjati
Obchodní centrum v Pripjati se nalézá na jihozápadě Leninova náměstí v Pripjati, do černobylské jaderné havárie se jednalo o hlavní obchodní zařízení ve městě.
V době havárie se jednalo o jednu z nejmladších staveb ve městě, postavena byla roku 1983. V centru se nalézaly specializované prodejny s nábytkem, spotřební elektronikou, domácími spotřebiči a sportovním zbožím, dále se zde nalézala lékárna, restaurace a supermarket.
Vlevo od objektu se nalézá bývalý poštovní a telekomunikační úřad, za budovou se dále nachází kulturní zařízení Energetik a nedaleko také Hotel Polesí.